# Тулов, Михаил Андреевич
Михаил Андреевич Тулов (1814—1882) — профессор Лицея князя Безбородко, помощник попечителя Киевского учебного округа.

## Биография
Родился 8 (20) ноября 1814 года в Гродно, где в это время служил его отец, Андрей Павлович Тулов; в 1825 году он был назначен секретарём волынского гражданского губернатора и переведён на службу в Житомир, куда и переехал со своим семейством.
Окончил Волынскую губернскую гимназию (1834) и философский факультет университета Св. Владимира со степенью кандидата (1839) за сочинение «Очерк исторического развития логики от Аристотеля до Гегеля» — в период 1837—1838 годов не учился в университете, поскольку был определён учителем Остёрского приходского училища.
По окончании университета 7 августа 1839 года был определён в Винницкую гимназию учителем русской словесности. Однако уже в следующем году он был приглашен в Нежин для занятия кафедры словесности в Лицее князя Безбородко; 13 июля 1840 года был назначен преподавателем лицея, 19 октября 1844 года получил степень магистра философии за диссертацию «О романе» и, наконец, 7 декабря того же года был утверждён профессором по кафедре словесности. На протяжении тринадцати лет М. А. Тулов читал для студентов 1-го курса теорию поэзии, а для 2-го — историю литературы. Историю русской литературы он читал по университетским запискам профессора М. А. Максимовича, у которого был слушателем. Составил обширный труд «Руководство к познанию родов, видов и форм поэзии», в котором изложил своё воззрение на искусство и литературу.
18 мая 1853 года назначен директором Немировской гимназии, а 26 мая 1857 года — инспектором казенных училищ Киевского учебного округа. В 1863 году был командирован за границу для ознакомления с устройством народных училищ в некоторых странах Европы, чтобы затем заняться заведением и устройством школы для народного образования в Киевском учебном округе. Дело это имело в Юго-Западном крае свою особенность: в нем видели одно из средств по ослаблению влияния польских помещиков на местное крестьянское население. По возвращении из командировки занимался преимущественно народными школами, которые в Киевском учебном округе устраивались по образцу прусского одноклассного народного училища. При открытии и устройстве народных училищ в Киевском округе Тулов отстаивал школьное дело от педагогических притязаний духовного ведомства, что вызывало публичное противостояние с местным епархиальным начальством. Был произведён 27 ноября 1864 года в чин действительного статского советника.
С 23 марта 1865 года состоял помощником попечителя Киевского учебного округа. В 1873 году вышел в отставку, будучи не согласен с преобразованиями министра народного просвещения графа Д. А. Толстого. В 1875 году был внесён, вместе с потомством, в 3-ю часть дворянской родословной книги Киевской губернии.
В 1872 году стал одним из членов-учредителей Киевского общества летописца Нестора, был избран первым председателем общества, однако уже в следующем году отказался от должности по домашним обстоятельствам. В отставке не переставал заниматься наукой и в 1874 году опубликовал брошюру «Об элементарных звуках человеческой речи и русской азбуке», получившую хвалебный отзыв академика Я. К. Грота. В то же время следил за развитием учебного дела в России, опубликовал ряд пособий по русскому языку и брошюру «Несколько слов о брошюре князя Васильчикова: Письмо министру народного просвещения графу Толстому».
Умер 11 (23) мая 1882 года. Был похоронен на Щекавицком кладбище.

## Награды
- Орден Святого Владимира 3-й ст. (01.01.1867)
- Орден Святого Станислава 1-й ст. (1870)
- Орден Святой Анны 1-й ст. (01.01.1873)
- знак отличия беспорочной службы за XV лет

## Семья
Был женат на Елене Романовне Коломийцевой, имел четверых сыновей, в числе которых:
- Константин (1852—1910), окончил Киевскую 1-ю гимназию (1868) и Лицей князя Безбородко (1872). Служил по Министерству юстиции, затем в управлении Юго-Западных железных дорог[2].
- Алексей (1868—1930), окончил Коллегию Павла Галагана (1886)[3] и университет Св. Владимира. Был председателем Симферопольского окружного суда (с 1914), участником Белого движения, эмигрировал в Болгарию[4][5]